# Celebichneumon wawakarensis
Celebichneumon wawakarensis är en stekelart som beskrevs av Heinrich 1934. Celebichneumon wawakarensis ingår i släktet Celebichneumon och familjen brokparasitsteklar. Inga underarter finns listade.